# Effetto Hall
L'effetto Hall è un fenomeno fisico per il quale si osserva una differenza di potenziale (tensione di Hall) in senso trasversale in un conduttore attraversato da corrente elettrica in verso longitudinale e sottoposto ad un campo magnetico perpendicolare. Prende il nome dal fisico statunitense Edwin Hall nel 1879.

## Scoperta
La moderna teoria dell'elettromagnetismo è stata sistematizzata da James Clerk Maxwell, stabilendo una solida base matematica per la teoria elettromagnetica, ma i meccanismi pratici erano ancora in fase di studio. Uno di questi questiti era l'interazione tra magneti e la corrente elettrica, incluso se i campi magnetici interagissero con i conduttori o con la corrente elettrica stessa. Nel 1879 Edwin Hall stava esplorando questa interazione e scoprì l'effetto Hall mentre stava lavorando al suo dottorato alla Johns Hopkins University di Baltimora, nel Maryland.

## L'effetto

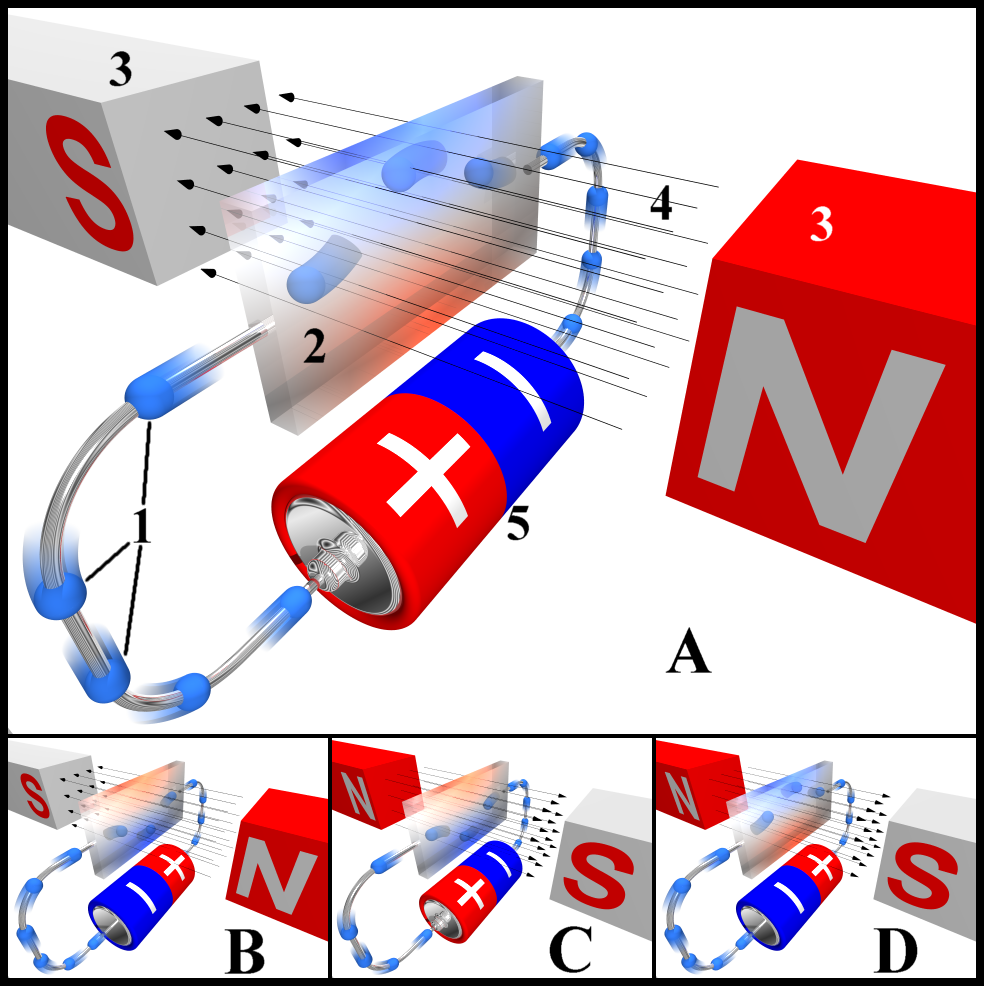
Rappresentazione dell'effetto Hall. Legenda:1. gli elettroni;
2. l'elemento di Hall o sensore di Hall;
3. il magnete;
4. il campo magnetico;
5. la batteria.
Le figure A, B, C e D descrivono quattro direzioni diverse di campo magnetico e corrente.

Nota: Le lettere e i numeri indicati nel testo fanno riferimento all'immagine accanto.
L'elemento di Hall (2) è formato da una striscia di materiale che può condurre elettricità (un metallo conduttore o un semiconduttore) con lo spessore trascurabile rispetto alle altre due dimensioni. In questo materiale viene fatta scorrere una corrente equiversa in tutta la lastra applicando una differenza di potenziale (5) ai suoi capi. Nei conduttori gli elettroni (1), in quanto carichi negativamente, si muovono dal polo negativo a quello positivo ({\displaystyle {\vec {u}}_{x}}) e il magnete (3) crea un campo magnetico (4) che va dal polo Nord al polo Sud ({\displaystyle {\vec {u}}_{y}}) e poiché gli elettroni di conduzione si muovono subiscono la forza di Lorentz.
{\displaystyle {\vec {F}}=q({\vec {E}}+{\vec {v}}\times {\vec {B}})}
dove:
- {\displaystyle q} è la carica dell'elettrone pari a circa −1,6022×10−19 C;
- {\displaystyle {\vec {E}}} è il campo elettrico, nullo in condizioni iniziali;
- {\displaystyle {\vec {v}}} è la velocità di deriva dell'elettrone nell'elemento di Hall;
- {\displaystyle {\vec {B}}} è il campo magnetico.

Usando il prodotto vettoriale, mediante la regola della mano destra, il pollice indica la velocità con direzione e verso {\displaystyle {\vec {u}}_{x}}, l'indice il campo magnetico {\displaystyle {\vec {u}}_{y}} e il medio la direzione {\displaystyle {\vec {u}}_{z}} della forza {\displaystyle {\vec {F}}}. Per il verso è necessario tenere presente che la carica dell'elettrone è negativa e quindi il prodotto cambia verso, ottenendo {\displaystyle -{\vec {u}}_{z}}. Nella figura A, per esempio, la regola della mano destra indicherebbe una forza diretta verso il basso, ma, considerando il segno negativo, la forza risultante è diretta verso l'alto. Per praticità, si può considerare la velocità di verso opposto a quella reale, includendo così già il segno negativo e usando solo il modulo della carica dell'elettrone. Il risultato di questa forza è una distribuzione asimmetrica della densità di carica attraverso l'elemento di Hall e di conseguenza si ha un campo elettrico che si oppone alla migrazione di ulteriore carica, quindi si stabilisce un potenziale elettrico costante, detto potenziale di Hall, fintanto che la carica scorre. Questo si può verificare misurando la tensione fra le zone in alto e in basso dell'elemento di Hall. Nella figura gli addensamenti locali di carica sono indicati con una zona blu, negativa verso l'alto, e una rossa, positiva in basso dovuta alla neutralità totale del materiale.
Nelle figure B, C e D si vede l'andamento della forza a cui sono soggetti gli elettroni al variare delle direzioni di tensione della batteria e del campo magnetico, in B e C verso il basso e in D verso l’alto.

### A regime
Man mano che gli elettroni si muovono, gli accumuli di carica aumentano e dopo un tempo abbastanza lungo, si arriverà ad una condizione di equilibrio dinamico in cui la forza di Lorentz risultante è nulla:
{\textstyle \qquad {\vec {F}}=q({\vec {E}}+{\vec {v}}\times {\vec {B}})=0\qquad \Rightarrow \qquad q{\vec {E}}=-q({\vec {v}}\times {\vec {B}})}
da cui possiamo ricavare che in modulo valgono queste formule, ricordandoci che {\displaystyle V=-\int _{A}^{B}{\vec {E}}\cdot \mathrm {d} {\vec {s}}}
{\displaystyle \qquad E=vB\qquad \Rightarrow \qquad {\frac {V_{H}}{h}}=vB}
ed esprimendo la corrente elettrica come densità di corrente elettrica per l'area attraversata {\displaystyle I=\int _{A}{\vec {J}}\cdot {\vec {u}}_{n}\mathrm {d} A}:
{\displaystyle \qquad I=J\cdot A\qquad \Rightarrow \qquad I=n|q|v\cdot bh\qquad \Rightarrow \qquad h={\frac {I}{n|q|vb}}}
dove:
- {\displaystyle E} è il modulo del campo elettrico tra i due estremi (superiore ed inferiore) del conduttore;
- {\displaystyle V_{H}} è la tensione di Hall;
- {\displaystyle h} è l'altezza dell'elemento di Hall, cioè la distanza tra l'addensamento di carica negativo e quello positivo (in alto e in basso in figura A);
- {\displaystyle b} è lo spessore dell'elemento di Hall, parallelo al campo magnetico e ortogonale alla densità di corrente;
- {\displaystyle A=b\cdot h} è l'area dell'elemento di Hall;
- {\displaystyle I} è l'intensità di corrente elettrica;
- {\displaystyle n} è il numero di cariche (elettroni) per unità di volume.

Mettendo a sistema si ottiene la tensione di Hall
{\displaystyle {V}_{H}={\frac {1}{n|q|}}{\frac {IB}{b}}}
e il coefficiente di Hall definito come
{\displaystyle R_{H}={\frac {1}{n|q|}}}
sempre positivo nei materiali convenzionali, ma ciò non vale nei semiconduttori.

## L'effetto nei semiconduttori
Similmente al caso precedente, in un semiconduttore percorso da corrente e mantenuto in un campo magnetico, i portatori di carica subiscono una forza in direzione perpendicolare sia al campo magnetico che alla corrente e all'equilibrio appare una tensione ai bordi.
La formula per il coefficiente di Hall data sopra è valida quando la conduzione è dominata da un singolo portatore di carica. Tuttavia, nei semiconduttori e in molti metalli la teoria è più complessa, perché in questi materiali la conduzione può coinvolgere contributi significativi e simultanei sia di elettroni che di lacune, che possono essere presenti in concentrazioni diverse e avere mobilità diverse. Per campi magnetici moderati il coefficiente di Hall è
{\displaystyle \qquad R_{H}={\frac {p\mu _{h}^{2}-n\mu _{e}^{2}}{e(p\mu _{h}+n\mu _{e})^{2}}}}
o in maniera equivalente
{\displaystyle \qquad R_{H}={\frac {p-nb^{2}}{e(p+nb)^{2}}}} con {\displaystyle b={\frac {\mu _{e}}{\mu _{h}}}}
dove
- {\displaystyle n} è la concentrazione dell'elettrone;
- {\displaystyle p} la concentrazione della lacuna;
- {\displaystyle \mu _{e}} la mobilità dell'elettrone;
- {\displaystyle \mu _{h}} la mobilità della lacuna;
- {\displaystyle e} la carica elementare.

Per campi applicati di grandi dimensioni vale l'espressione più semplice analoga a quella per un singolo tipo di vettore.

## Determinazione dei portatori di carica
Fino al 1879 non si sapeva ancora nulla sul segno delle cariche in moto in un conduttore: il verso convenzionale della corrente è quello che avrebbero avuto delle cariche positive libere di muoversi da zone a potenziale più alto verso zone a potenziale più basso. Il segno positivo era stato assegnato alla cosiddetta elettricità vetrosa, cioè alla carica assunta dal vetro strofinato con un panno.
Il conduttore metallico è nel complesso neutro ma le cariche libere di muoversi al suo interno avrebbero potuto essere sia positive che negative. In quest'ultimo caso si sarebbero spostate da zone a potenziale più basso verso zone a potenziale più alto. Per le applicazioni elettriche, comunque, i due modelli erano equivalenti. Tramite l'effetto Hall si può capire se in un conduttore le cariche in movimento, siano positive o negative.

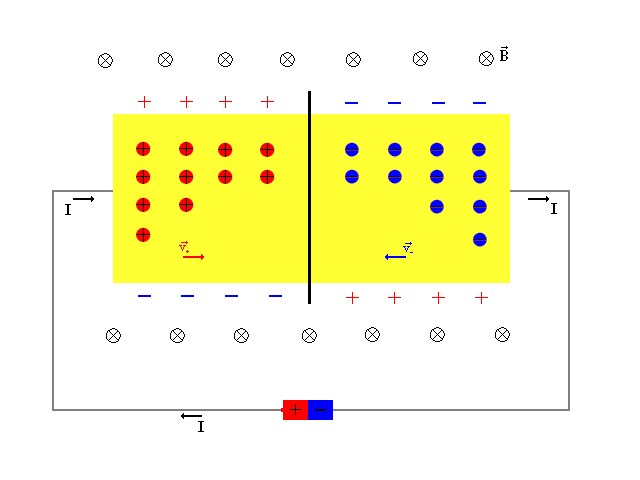
L'azione dell'effetto Hall su cariche positive e negative

Per verificare si può prendere un elemento di Hall, come un lamina di metallo, attraversata da un campo magnetico {\displaystyle {\vec {B}}}, come in figura, e da una corrente {\displaystyle I}.
Ora ci poniamo ne due possibili casi:
1. la carica va dal polo positivo a quello negativo (il portatore di carica è positivo) della batteria e applicando la regola della mano destra risulta che la forza di Lorentz è diretta verso l'alto;
2. la carica va dal polo negativo a quello positivo con velocità di verso opposto, ma considerando che la carica è negativa, il verso della forza che agisce su di esse è ancora diretto verso l'alto.

La forza di Lorentz agisce solo su cariche in movimento: questo significa che nella parte superiore dell'elemento di Hall si crea un addensamento delle cariche in moto, mentre in basso, in virtù della neutralità totale della lamina, si ha un addensamento di carica opposta. Sperimentalmente si osserva, misurando la tensione di Hall generata, che in un conduttore metallico le cariche in movimento sono negative, dunque elettroni.
Similmente si sperimenta che in un semiconduttore drogato tipo n i portatori di carica hanno segno negativo mentre in un semiconduttore drogato tipo p le cariche in moto sono quelle positive, dette anche lacune. Nei semiconduttori puri sia lacune sia elettroni sono coinvolti nella conduzione elettrica.

## Effetto Hall anomalo
Nei materiali ferromagnetici (e nei materiali paramagnetici in un campo magnetico), la resistività di Hall include un contributo aggiuntivo, noto come effetto Hall anomalo, che dipende direttamente dalla magnetizzazione del materiale, ed è spesso molto più grande dell'effetto Hall ordinario (si noti che questo effetto non è dovuto al contributo della magnetizzazione al campo magnetico totale.). Ad esempio, nel nichel, il coefficiente di Hall anomalo è circa 100 volte più grande del coefficiente di Hall ordinario quando si è vicino alla temperatura di Curie, ma i due sono simili a temperature molto basse. Sebbene sia un fenomeno ben conosciuto, c'è ancora un dibattito sulle sue origini nei vari materiali. L'effetto Hall anomalo può essere sia un effetto estrinseco (correlato al disordine) dovuto allo scattering spin-dipendente dei portatori di carica, sia un effetto intrinseco che può essere descritto in termini di effetto di fase di Berry nello spazio della quantità di moto cristallina (k-spazio).

## Utilizzi

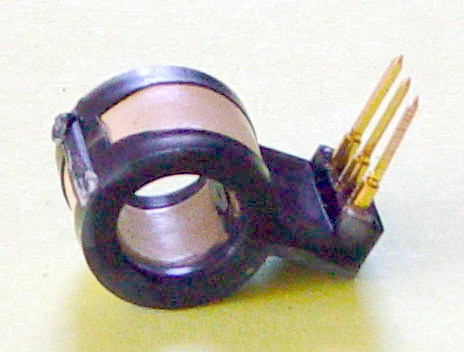
Sensore per l'effetto Hall

Fra la corrente che circola nell'elemento di Hall e la tensione di Hall misurata esiste un certo legame: questo permette di creare dei resistori di precisione.
L'effetto Hall è anche usato nelle sonde di corrente, come le pinze amperometriche: questi strumenti particolari possono misurare l'intensità di corrente elettrica che scorre in un filo senza la necessità di porre lo strumento di misura in serie, ovvero senza spegnere e interrompere il circuito. Le sonde Hall sono usate per misurare l'intensità del campo magnetico.
Un altro semplice impiego è costituito dai pulsanti elettrici ad azionamento manuale, a volte impiegati in apparecchiature elettroniche; pigiando il pulsante viene spostato un piccolo magnete in corrispondenza del sensore Hall, il quale genera un impulso logico privo di rimbalzi. Erano di questo tipo i sette pulsanti sulla consolle del personal computer Olivetti P6060.